# BNP파리바 카디프생명
BNP파리바 카디프생명은 글로벌 종합금융그룹 BNP파리바의 보험 자회사인 BNP파리바카디프 산하의 한국생명보험법인이다.
2002년 10월 BNP파리바카디프와 신한금융지주회사와의 합작으로 설립된 BNP파리바 카디프생명은 2009년 6월 계열 분리로, 현재 BNP파리바카디프가 약 85%, 신한은행이 약 15%의 지분을 보유하고 있다.
파트너십에 기반을 둔 특화된 비즈니스 모델과 효율적인 경영관리로 BNP파리바 카디프생명은 설립 3년 만에 손익분기점을 돌파했으며, 현재 17개 방카슈랑스 제휴사를 비롯해 독립보험대리점(GA), 대출모집법인, 핀테크사 등을 통해 고객과 파트너 중심의 혁신적인 보험 상품과 서비스를 제공 중이다(2022년 12월 기준).
2023년 9월 18일 본사를 서울시 영등포구 국회대로 612 코레일유통사옥 7층, 11층으로 이전했다. (고객상담실 포함) 더 자세한 사항은 공식 홈페이지에서 확인할 수 있다.